# Костенко Володимир Семенович
Костéнко Волод́имир Семéнович (11 травня 1937, Полтава, УРСР — 1 березня 1990, Київ, УРСР) — український кінорежисер, сценарист. Кандидат філософських наук (1965). Лауреат Державної премії України ім. Т. Г. Шевченка (1991, посмертно).

## Життєпис
Народився 1937 р. в Полтаві в родині службовця. Закінчив філософський факультет (1959) та аспірантуру Київського державного університету ім. Т. Г. Шевченка (1964). Захистив кандидатську дисертацію «Питання естетики в творчості О. П. Довженка» (1964).
Був редактором і режисером «Укркінохроніки» (1973—1990).
Автор сценаріїв і дикторського тексту документальних та науково-популярних фільмів: «Соната про художника» (1966, у співавт.), «Мальована пісня» (1969, у співавт.; реж. М. Локтіонов-Стезенко), «Хата нашого роду» (1970), «Довженкова земля» (1971), «Коровай ти наш, коровай» (1971), «Відкрий себе» (1972, у співавт.), «9 травня і на все життя» (у співавт.), «Поема про Донецький край» (у співавт.), «Глибина», «Перша борозна» (1974), «Місто на скелях» (1979, реж. Є. Татарець), «Світ Івана Генералича» (режисер), «Хліборобському роду нема переводу» (1979), «Мій дорогий син Степан» (1980), «Тарас» (1989, у співавт.; реж. В. Сперкач) та ін.
Автор-режисер документальних стрічок: «Як рідного брата» (1974), «Щоб виростало» (1977), «Хорватія. Земля і люди» (1979), «Священна скалка» (1989), «Перед іконою» (1990), а також книги «Довженківські обрії» (К., 1964).
Про нього знято фільм О. Балагури «Три храми на моїй долоні…» (1991).
Був членом Спілки кінематографістів України.
Помер 1 березня 1990 р. в Києві.